# يوديد الكادميوم
 يوديد الكادميوم مركب كيميائي له الصيغة CdI2 ، ويكون على شكل بلورات عديمة اللون. يتميز مركب يوديد الكادميوم ببنيته البلورية المميزة.

## الخواص
- بنية بلورات يوديد الكادميوم عبارة عن بنية سداسية متراصة، وتعد بنية نمطية للمركبات من الشكل AB2 .
- ينحل مركب يوديد الكادميوم بشكل جيد في الماء وفي بعض المحلات العضوية الأخرى مثل الأسيتون والميثانول والإيثانول.

## التحضير
يحضر يوديد الكادميوم من التفاعل المباشر للعنصرين المكونين للمركب، اليود والكادميوم بكميات مكافئة.
Cd + I2 → CdI2

## الاستخدامات
- يستخدم يوديد الكادميوم في العديد من التطبيقات منها الأصبغة المتألقة.